# Лимонница аспазия
Лимонница аспазия (лат. Gonepteryx aspasia) — дневная бабочка из рода Gonepteryx в составе семейства белянок (Pieridae).

## Описание

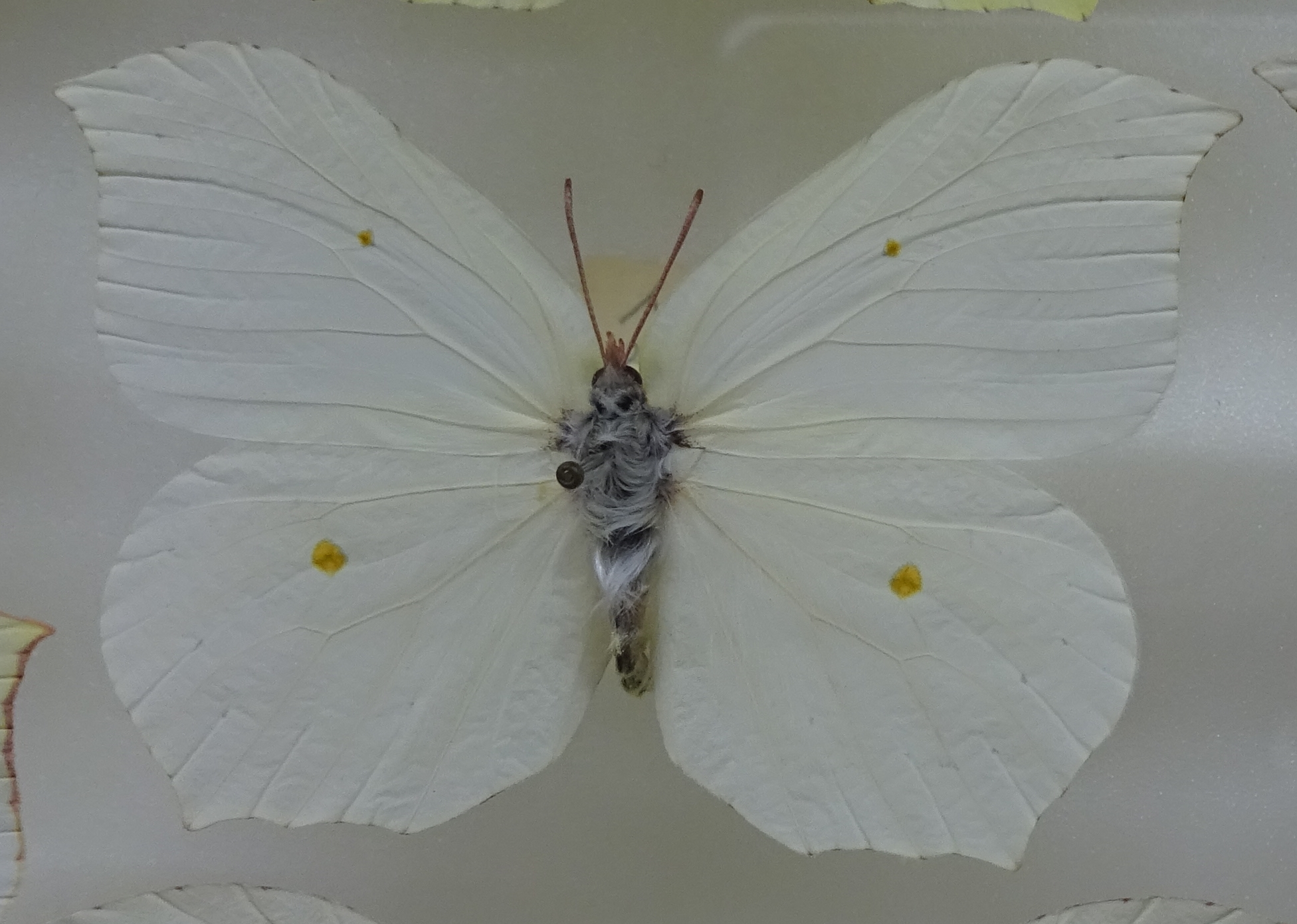
Самка

Длина переднего крыла самцов 26 — 33 мм, самок 24,5 — 33 мм. Вершина переднего крыла сильно вытянута.
Крылья самца сверху различаются по цвету — бо́льшая часть передних крыльев ярко-жёлтого цвета, а их внешний край и задние крылья — бледно-жёлтого цвета. Верхняя сторона крыльев самки — зеленовато-белая. Дискальные пятна крыльев мелкие, имеют вид точек (их диаметр на задних крыльях составляет около 1 мм), их цвет оранжево-красный.

## Систематика
Раньше лимонницу аспазию и остальные близкие к ней таксоны иногда рассматривали в качестве подвидов лимонницы махагуру G. mahaguru (Gistel, 1857), описанной из Гималайских гор.

## Ареал
Юг материковой части Дальнего Востока России и сопредельная территория Китая и Северной Кореи.

## Биология
Населяет долинные и низкогорные широколиственные леса. Бабочки летают под пологом лесах, по лесным дорогам и просекам. Лёт бабочек длится с последних чисел июня до октября. Перезимовавшие бабочки летают с середины апреля до середины мая. В годы с ранней теплой весной лёт начинается уже в середине-конце марта. В годы с затяжной весной лёт заканчивается в третьей декаде мая или начале июня. Бабочки после зимовки имеют полетанный вид, их крылья покрыты многочисленными тёмными пятнами разного размера.
Гусеницы развиваются на крушине даурской (Rhamnus davurica) и уссурийской крушине (Rhamnus ussuriensis). Окукливание происходит в середине – конце июня.